# Eurostar EV97
För andra betydelser, se Eurostar.
Eurostar EV97, litet tvåsitsigt lågvingat sportflygplan som i Sverige klassas som ultralätt klass B, dvs roderstyrt. Tomvikten är ca 275 kg, varierar dock något beroende på extrautrustning. Motorn är en fyrcylindrig Rotaxmotor av boxertyp med en effekt på antingen 80 eller 100 hk. 